# ピセイド
ピセイド(Piceid)は、スチルベノイドのグルコシドであり、ブドウジュースに含まれる主要なレスベラトロール誘導体である。シトカトウヒ(Picea sitchensis)の幹から単離された。イタドリからも単離することができる。
レスベラトロールは、ニホンコウジカビによって発酵させることで、ピセイドから作ることができる。この種は、ピセイド-β-D-グルコシダーゼを作る。
トランス-レスベラトロール-3-O-グルクロニドは、ラットにおけるトランス-ピセイドの2つの代謝物のうちの1つである。
組換えアルファルファ由来のレスベラトロールグルコシドは、マウスの異常腺窩巣の予防に用いられる。